# Álvaro Baigorri
Álvaro Baigorri del Río (Lima, Perú, 11 de agosto de 1983) es un futbolista peruano. Juega de lateral izquierdo y su actual equipo es el Sarpsborg 08 de la Tippeligaen noruega.

## Trayectoria
Baigorri comenzó jugando a fútbol en la cantera del Real Madrid para pasar luego a los juveniles del Atlético de Madrid consiguiendo con ellos la Copa de Campeones de Liga Juvenil la temporada 2001/02 tras imponerse en la fase final al CD Tenerife, Real Betis Balompié y Real Zaragoza. En 2002 juega en Tercera con el San Sebastián de los Reyes en el Grupo VII correspondiente a Madrid, el equipo queda campeón y tras la promoción asciende a Segunda División B.
Recala la temporada siguiente en el Racing de Santander para jugar con su equipo filial Racing de Santander B en Segunda B y la campaña 2004/05 juega en el Leganés. De este equipo es fichado por el CD Castellón que lo cede al Alicante CF una temporada. En 2006 debuta en Segunda División.

## Clubes
Actualizado a 30 de junio de 2012
| Club                       | Temporada     | Liga     | Liga  | Copa     | Copa  | Total    | Total |
| Club                       | Temporada     | Partidos | Goles | Partidos | Goles | Partidos | Goles |
| -------------------------- | ------------- | -------- | ----- | -------- | ----- | -------- | ----- |
| San Sebastián de los Reyes | 2002/03       | 30       | 2     | 2        | 0     | 32       | 2     |
| San Sebastián de los Reyes | Total         | 30       | 2     | 2        | 0     | 32       | 2     |
| Racing de Santander B      | 2003/04       | 20       | 0     | —        | —     | 20       | 0     |
| Racing de Santander B      | Total         | 20       | 0     | —        | —     | 20       | 0     |
| CD Leganés                 | 2004/05       | 20       | 0     | 0        | 0     | 20       | 0     |
| CD Leganés                 | Total         | 20       | 0     | 0        | 0     | 20       | 0     |
| Alicante CF                | 2005/06       | 11       | 0     | 0        | 0     | 11       | 0     |
| Alicante CF                | Total         | 11       | 0     | 0        | 0     | 11       | 0     |
| CD Castellón               | 2006/07       | 29       | 0     | 0        | 0     | 29       | 0     |
| CD Castellón               | 2007/08       | 27       | 1     | 1        | 0     | 28       | 1     |
| CD Castellón               | 2008/09       | 19       | 0     | 2        | 0     | 21       | 0     |
| CD Castellón               | 2009/10       | 18       | 0     | 0        | 0     | 18       | 0     |
| CD Castellón               | Total         | 93       | 1     | 3        | 0     | 96       | 1     |
| AD Ceuta                   | 2010/11       | 22       | 0     | 1        | 0     | 23       | 0     |
| AD Ceuta                   | Total         | 22       | 0     | 1        | 0     | 23       | 0     |
| Sarpsborg 08               | 2012          | 6        | 0     | 2        | 0     | 8        | 0     |
| Sarpsborg 08               | Total         | 6        | 0     | 2        | 0     | 8        | 0     |
| Total carrera              | Total carrera | 182      | 3     | 8        | 0     | 521      | 197   |

## Palmarés

### Campeonatos nacionales
| Título                            | Club               | País   | Temporada |
| --------------------------------- | ------------------ | ------ | --------- |
| Copa de Campeones de Liga Juvenil | Atlético de Madrid | España | 2001/02   |

### Otros
| Título            | Club                          | País   | Temporada |
| ----------------- | ----------------------------- | ------ | --------- |
| Tercera Grupo VII | UD San Sebastián de los Reyes | España | 2002/2003 |